# Mitar Novaković
Mitar Novaković (in serbo Митар Новаковић?; Bar, 27 settembre 1981) è un ex calciatore montenegrino e precedentemente jugoslavo, fino alla definitiva conclusione dell'esperienza federativa della Jugoslavia avvenuta nel 2003, nonché serbo-montenegrino, fino alla scissione della Serbia e Montenegro in due stati indipendenti occorsa nel 2006. Di ruolo centrocampista.